# 장평중학교 축구부
장평중학교 축구부는 서울에 위치한 장평중학교의 축구부이다.

## 같이 보기
- 장평중학교